# Хаянами (1943)

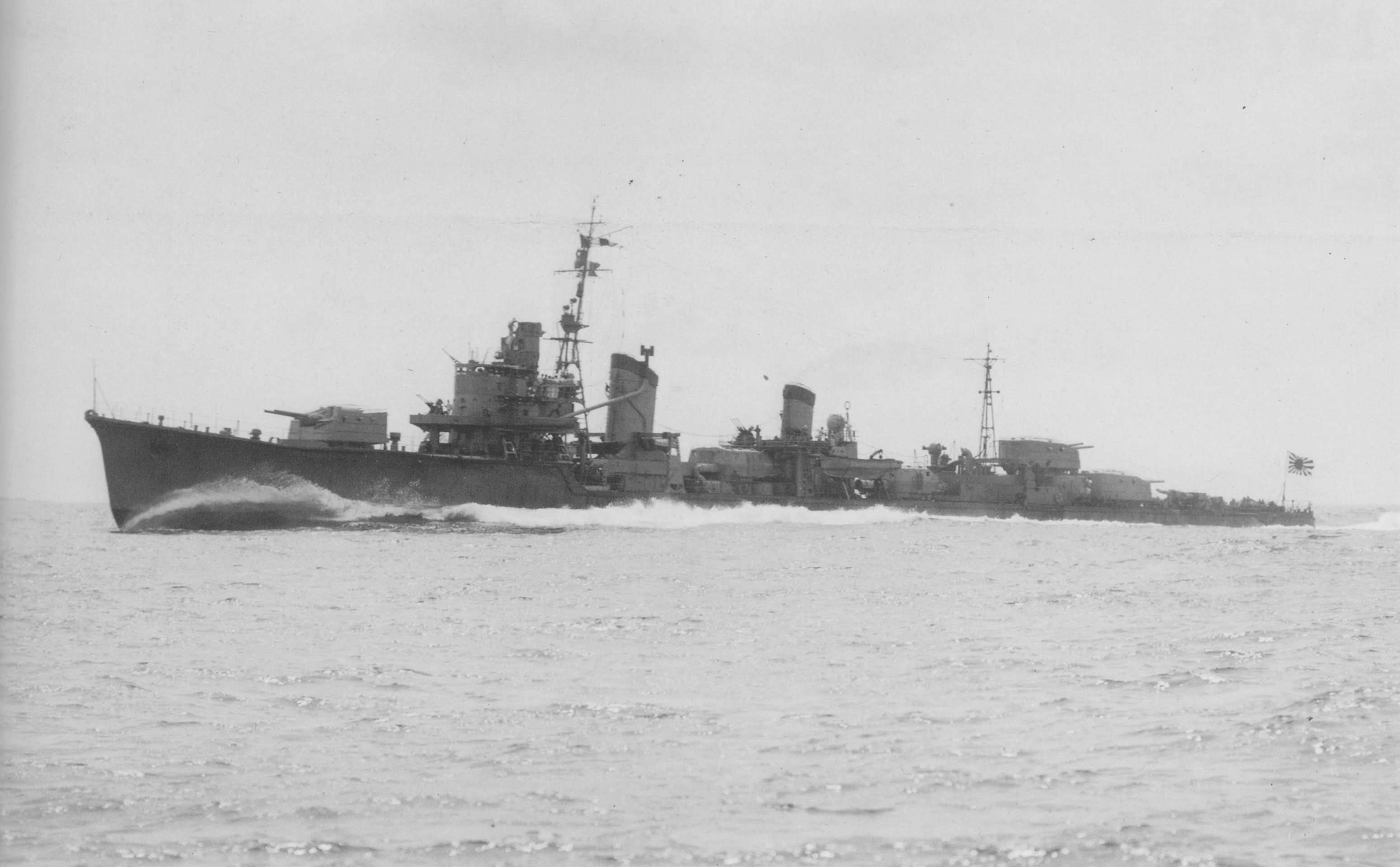

Хаянами (яп. 早波, «Быстрая волна») — японский эсминец типа «Югумо». Был заложен на верфи Майдзуру. Спущен на воду 19 декабря 1942.

## История
Первые несколько месяцев Хаянами провел в водах Японского архипелага, с 20 августа 1943 года он принадлежал к 32-й дивизии эскадренных миноносцев.
В октябре 1943-го корабль был привлечен к транспортной операции «Тэй Го», целью которой было усиление гарнизонов в Микронезии и Меланезии. 15 – 20 октября Хаянами вместе с 2  эсминцами и легким крейсером охраняли переход 2 линкоров из Саеки на Трук. 22 октября отряд двинулся к востоку Каролинского архипелага, к острову Понапе, где 23 октября разгрузился и на следующий день вернулся на Трук. 26 – 28 октября эти корабли совершили второй рейс в Понапе и обратно.
1 ноября 1943-го союзники совершили высадку на острове Бугенвиль, в четырех сотнях километров юго-восточнее Рабаула. Из Новой Британии в целях контрмер вышел отряд, крупнейшими кораблями которого были два тяжелых крейсера. В ночь на 2 ноября он потерпел поражение в бою в заливе Императрицы Августы. Готовясь к новой контратаке, японское командование выслало из Трука в Рабаул сразу семь тяжелых крейсеров, среди эсминцев их охраны был и Хаянами. 5 ноября отряд достиг Рабаул, в тот же день впервые ставший целью для американской авианосной группировки. В результате атаки сразу 5 тяжелых крейсеров получили повреждения, что фактически окончательно нейтрализовало угрозу для сил вторжения на Бугенвиль, хотя японское командование считало, что вражеские силы существенно ослабли вследствие боя 2 ноября.
6 ноября 1943 г. Хаянами вместе с еще 6 эсминцами и 2 легкими крейсерами прикрывали 4 эсминца транспортной группы, которая доставила японских бойцов на Бугенвиль в район плацдарма союзников. Через сутки отряд размером в 500 человек был атакован силами союзников и с тяжелыми потерями отброшен в джунгли.
11 ноября 1943-го Хаянами вместе с еще 4 эсминцами и легким крейсером «Носиро» вышел из Рабаула для эскортирования на Трук тяжелого крейсера «Мая», который был поврежден во время атаки 5 ноября. 12 ноября Хаянами с еще одним эсминцем и с «Носиро» отправились для помощи легкому крейсеру «Агано», который оставил Рабаул и 11 ноября на переходе был торпедирован подводной лодкой. 16 ноября поврежденный корабль смогли привести на Трук.
20 ноября 1943-го американцы начали операцию по овладению островами Гилберта. В итоге японцы так и не решились противодействовать этой операции надводными кораблями, но с 23 ноября по 5 декабря Хаянами и еще 4 эсминца охраняли 3 тяжелых крейсера, выходивших к Маршалловым островам, где некоторое время находились на атоллах Кваджелейн и Эниветок.
11 – 14 декабря 1943 года Хаянами перевозил между Труком и Палау танкерный конвой №7111. После этого эсминец несколько недель нес патрульно-эскортную службу на Палау, для усиления охраны других танкерных конвоев, курсировавших между Труком и нефтедобывающими центрами. Например, 21 – 22 декабря он сопровождал конвой №7181, а с 29 декабря 1943 года по 2 января 1944 года охранял конвой, прошедший мимо Палау на пути в Сурабай. 3 января 1944-го "Хаянами" выходил для помощи «Акебоно-Мару», что по пути от Баликпапана был торпедирован подводной лодкой. 4 января они прибыли на Палау, а 5 января танкер, повреждения которого были легкими, двинулся со своим конвоем дальше. "Хаянами" некоторое время сопровождал этот конвой, а затем вернулся и присоединился к эскорту очередного конвоя из Баликпапана. Охрану последнего перебрали на себя два других эсминца, однако затем конвой понес тяжелые потери от атак «волчьей стаи». В итоге, 16 января Хаянами вновь присоединился к охране и 17 прибыл на Трук.
18 января 1944 года Хаянами вместе с тремя другими эсминцами и легким крейсером отправился для сопровождения легкого авианосца «Дзуйхо» и эскортного авианосца «Унйо». 19 января в районе Марианских островов «Унйо» был торпедирован подводной лодкой и в сопровождении Хаянами и еще эсминца с крейсером направился к острову Сайпан. В дальнейшем Хаянами догнал «Дзуйхо» и 23 января прибыл вместе с ним в Йокосуку.
15 – 20 февраля 1944-го Хаянами сопроводил тяжелый крейсер «Такао» из Йокосуки на Палау. На момент их прибытия база на Труке уже была разгромлена американской авианосной группировки, а на Палау собрались выведенные из Трука крейсеры.
С 1 марта по 2 апреля 1944 г. Хаянами прошел для сопровождения танкеров по маршруту Палау – Сайпан – Палау – Таракан ( центр нефтедобычи на востоке Борнео) – Баликпапан – Палау – Давао. Первоначально следующим пунктом назначения был Палау, но 30 марта эта база была разгромлена во время рейда авианосцев, потому конвой повернул на запад и 14 апреля достиг якорной стоянки Лингга. Тут собрались главные силы японского флота. Действия подводных лодок на коммуникациях крайне усложняли доставку топлива в Японию и привели к решению базировать корабли ближе к районам нефтедобычи.
12 – 15 мая 1944 г. Хаянами участвовал в сопровождении флота из Лингга в Тави-Тави. 7 июня 1944-го Хаянами занимался патрулированием в окрестностях Тави-Тави, во время которого был торпедирован и потоплен подлодкой «Harder». Погибли 208 членов экипажа, еще 45 моряков спас эсминец «Уракадзе». Эсминец был потоплен в точке 04°43′ с. ш. 120°03′ в. д..